# José Antonio Páez
José Antonio Páez Herrera (1790-1873) còn được biết với tên José Antonio Páez, là Tổng thống Venezuela (1830-1835) đầu tiên sau khi Đại Colombia giải thể. Ông còn là Tổng thống giai đoạn 1839-1843 và 1861-1863. Ông xuất thân là tướng quân đội và tham gia vào chiến tranh giành độc lập Venezuela dưới sự chỉ huy của Simon Bolivar. Ông mất năm 1873 ở Thành phố New York, Hoa Kỳ